# Petrocosmea coerulea
Petrocosmea coerulea là một loài thực vật có hoa trong họ Tai voi. Loài này được C.Y. Wu ex W.T. Wang miêu tả khoa học đầu tiên năm 1985.